# Люди искусства
«Люди искусства» (англ. Show People) — американский немой художественный фильм, выпущенный в 1928 году.

## Сюжет
Полковник Пеппер привёз свою дочь Пегги из Джорджии в Голливуд, чтобы она стала актрисой. Там она встречает Билли, который устраивает её на работу в «Comet Studio». Но Пегги приглашают в «High Art Studio», и она уходит туда, бросив Билли и «Comet». Теперь у неё новый образ — Патрисия Пепуар, и она игнорирует Билли при встрече. Когда же в Пегги перестают нуждаться жалкие людишки, не понимающие «Искусства», она решает выйти за Андре, чтобы получить фальшивый титул. Билли не даст ей уйти без борьбы.

## В ролях
- Мэрион Дэвис — Peggy Pepper / камео
- Уильям Хейнс — Билли Бун
- Делл Хендерсон — генерал Мармадьюк Олдфишер Пеппер
- Пол Ралли — Андре Teлефар
- Тенен Холц — кастинг-директор
- Гарри Гриббон — Джим, директор по комической части
- Сидни Брейси — директор по драматической части
- Полли Моран — горничная Пегги
- Альберт Конти — Продюсер
- Рене Адоре — гость на банкете, в титрах не указан
- Айлин Прингл — гость на банкете, в титрах не указана
- Джордж К. Артур — гость на банкете, в титрах не указан
- Элинор Бордман — камео, хроника
- Чарльз Чаплин — камео
- Лью Коуди  — камео
- Рэй Кук — помреж, в титрах не указан
- Карл Дэйн — гость на банкете, в титрах не указан
- Дуглас Фербенкс — гость на банкете, в титрах не указан
- Бесс Флауэрс
- Джон Гилберт — камео
- Элинор Глин — камео
- Пэт Хэрмон — охранник студии

## Дополнительная информация
- Премьера фильма в мире: 11 ноября 1928

1. ↑  Internet Movie Database (англ.) — 1990.